# Beatriz Escudero
Beatriz Marta Escudero Berzal, née le 17 mars 1964, est une femme politique espagnole membre du Parti populaire (PP).
Elle est élue députée de la circonscription de Ségovie lors des élections générales de novembre 2011.

## Biographie

### Vie privée
Elle est mariée et mère d'une fille. Elle parle français, anglais et est initiée à l'allemand.

### Profession
Elle est titulaire d'une licence en droit et avocate de formation. De 1999 à 2007, elle est magistrate suppléante de l'Audience provinciale de Ségovie. Elle est tutrice en droit à l'UNED jusqu'en février 2016. De 2004 à 2007, elle est directrice générale de la fonction publique de Castille-et-León.

### Carrière politique
Elle est conseillère municipale de Ségovie de 1991 à 1995 et devient porte-parole du groupe populaire de cette ville de 2007 à 2011. Elle est sénatrice pour la IX législature.
Le 20 novembre 2011, elle est élue députée pour Ségovie au Congrès des députés et réélue en 2015 et 2016.